# Шотландско археологическо списание
Шотландско археологическо списание (на английски: Scottish Archaeological Journal) е академично списание за археологията на Шотландия, основано през 1859 г. Издава се от Единбургския университет. Основано е през 1859 г. като Сделки на Глазгоуското археологическо списание, през 1967 г. е преименувано на Глазгоуско археологическо списание, а от 1991 г. е настоящето си име.